# Piccettino
Piccettino è un personaggio dei fumetti appartenenti all'universo di Rat-Man, fumetto di creazione di Leo Ortolani.

## Personaggio
Si tratta di un orsacchiotto di pezza regalato al piccolo Deboroh (il vero nome di Rat-Man) quando questi perse tragicamente i genitori durante una svendita in un grande magazzino.
Al posto di un occhio ha un bottone cucito da Rat-Boy (l'identità segreta di Rat-Man da ragazzo), che gli tolse l'occhio "vero" per assicurarsi che non rivelasse la sua identità segreta. L'origine del suo soprannome, "Intoccabile", è spiegata in una vignetta, dove Rat-Boy gli assicura soccorso, parlandogli dall'orlo della tazza di un gabinetto.
Piccettino scompare dalla storia quando, nella "Saga del Clone" il clone n. 6 si iberna; Rat-Man gli dà Piccettino da portarsi nella bara di ibernazione. Da lì in poi apparirà solo nelle storie del passato e nei ricordi di Rat-Man.
L'unica volta che lo si sente parlare è nella storia Era mio padre, quando si trova nella mente di Rat-Man per aiutarlo a trovare il padre, ma si scopre poi essere Mung.

## Altre versioni
È apparso anche nel numero speciale Star Rats - Episodio I nelle vesti del malvagio Lord Pando (equivalente di Darth Maul nel film originale), innamorato della bambola Barbi.

## Altri media

Piccettino nella serie animata Rat-Man

Piccettino è anche uno dei personaggi della serie televisiva di Rat-Man e nel film Rat-Man - Il segreto del supereroe si apprende che non parla con l'accento del sud e che il suo più grande incubo è scoprire di essere stato fabbricato in Thailandia. Non riveste alcun ruolo che non rivesta nel fumetto. Verrà ritratto dal pittore e diverrà quasi immortale.

## Merchandising
Nel 2014 è stata realizzata e commercializzata una statua di Rat-Man insieme a Piccettino; nel 2015 sono invece stati realizzati due peluche a dimensioni reali da InfiniteStatue, il primo nella versione classica e il secondo in versione Lord Pando.